# Parasynegia rufinervis
Parasynegia rufinervis là một loài bướm đêm trong họ Geometridae.